# كوشكاك (كوشك)
كوشكاك (بالفارسية: کوشکک کوشک) هي منطقة سكنية تقع في إيران في قسم كوشك الريفي. يقدر عدد سكانها بـ 2,328 نسمة .